# Síndrome cultural
Síndrome cultural es un término de antropología médica referente a un síndrome psicosomático que se reconoce como una enfermedad que afecta a una sociedad o cultura específica. Por lo general no existe una alteración bioquímica, orgánica o funcional de los pacientes. La enfermedad no se encuentra presente en otros grupos sociales y culturales distintos al lugar en donde ha sido detectada, aunque sí puede haber experiencias que tengan similitudes.  
Aunque existe una gran posibilidad de un amok (desorden mental) por la manera en que se presentan los síntomas, éstos conservan una estrecha relación con elementos específicos de una cultura. El concepto de "síndrome cultural" o "síndrome ligado a la cultura" es en realidad controvertido y muchos psicólogos, médicos y antropólogos lo rechazan como concepto y término. El término fue incluido en la cuarta versión del manual de diagnósticos y estadísticas de la Asociación Estadounidense de Psiquiatría (DSM-IV); el manual incluye una lista de las condiciones más comunes. El psiquiatra y médico antropólogo estadounidense Arthur Kleinman ha sido el principal autor que ha contribuido a los estudios del llamado "síndrome cultural".

## Identificación de un síndrome cultural
Un síndrome específicamente ligado a la cultura se caracteriza por lo siguiente:
1. Está categorizado como enfermedad por dicha cultura y no como un comportamiento voluntario o una falsa representación.
2. La cultura conoce bien los síntomas e incluso el tratamiento.
3. Es completamente extraño e ignorado por otras culturas.
4. No existe una causa bioquímica u orgánica demostrada.
5. La enfermedad es tratada por la medicina natural de la misma cultura.

En algunas culturas los síntomas son somáticos --dolor, disfunción orgánica, etc-- mientras en otras se trata de síntomas específicos del comportamiento. En un cuadro comparativo entre diferentes síndromes culturales se observan algunas similitudes, pero siempre incluyen elementos locales que los diferencias.

## Perspectiva occidental
Un aspecto a destacar en el estudio de este síndrome es que es considerado por la comunidad científica como un fenómeno "real" y, por lo tanto, afirmar que se trata de "cosas imaginarias" de un colectivo, es científicamente inexacto y puede limitar los procesos de investigación. Aunque la medicina occidental no ha podido llegar a una comprensión del fenómeno, los síndromes culturales arrojan luz sobre cómo la mente humana decide que los síntomas están conectados y las maneras en que una sociedad determinada decide qué es una enfermedad.
La Asociación Estadounidense de Psiquiatría declara que el término "síndrome cultural" se refiere a una experiencia problemática o un comportamiento aberrante que tienen por característica su restricción a un determinado grupo cultural o social y que pueden estar ligados o no a alguna categoría de diagnóstico del DSM-IV. Muchos de estos son considerados como males o aflicciones y la mayoría poseen nombres locales. Aunque los principales síndromes listados en el DSM-IV se pueden encontrar en todo el mundo, los síndromes culturales casi siempre se limitan a sociedades o áreas culturales específicas y son categorías de diagnóstico que otorgan una cierta coherencia a experiencias y observaciones repetitivas, estructuradas y problemáticas.
Para la psiquiatría y la medicina, el síndrome cultural es un desafío porque tiene que negociar con la perspectiva de la cultura en la que éste se desenvuelve y que pueda llegar a un terreno neutro. Por una parte, comparte con la cultura el hecho de que se trata de un desorden, pero al mismo tiempo de que es sólo con medicina natural que se da el tratamiento. Sin embargo, ello no quiere decir que deba cerrarse la investigación para establecer nuevos tratamientos para superar la enfermedad colectiva. El médico no puede circunscribirse sólo a las observaciones físicas y de evidencias orgánicas; debe entrar en el terreno de la discusión cultural.
Por otra parte, el término "síndrome cultural" es ya de por sí controvertido porque no refleja la opinión de toda la comunidad científica, especialmente de psiquiatras y antropólogos. La antropología tiende a poner énfasis en las dimensiones de tipo cultural del síndrome, mientras los psiquiatras tienden a dar una importancia mayor a las dimensiones neuro-psicológicas. Guarnaccia y Rogler abogan por una investigación del mal dentro de la lógica del mal mismo y darle la suficiente credibilidad al síndrome de su integridad cultural para hacerlo un objeto de estudio de manera específica.

## Lista de síndromes culturales
La siguiente es la lista de los síndromes culturales o ligados a la cultura que han sido clasificados así por la comunidad científica:
- General:
  - Síndrome de retracción genital (GRS)
  - Histeria ártica
  - Dromomanía
  - Síndrome de dhat
  - Síndrome de Kundalini
- Sociedades occidentales:
  - Neurastenia
  - Transgénerismo ( no confundir con transexualidad )
  - Síndrome idiopático post-prandil
  - Anorexia mirabilis (anorexia ligada a la religión)
  - Fenómeno de abducción
  - Sensitividad química múltiple
  - Morgelones
  - Opsofagos (Grecia Antigua)
  - América Latina:
    - Mal de pelea (Puerto Rico)
    - Susto

  - Estados Unidos (exclusivamente)
    - Rootwork, ataque de brujerías.
- Indo-americanos
  - Mal de espantos
  - Wendigo
- Sudeste Asiático:
  - Amok (Indonesia/Malesia)
  - Latah (Indonesia/Malesia)
  - Koro ~ Retracción genital
  - Pasma (Filipinas)
  - Pilay (Filipinas)
  - Síndrome de Dhat
- Lejano Oriente:
  - Shook yang o suoyang (culturas chinas) ~ Síndrome de retracción genital
  - Shenkui, "síndrome del semen perdido" (China)
  - Reacción psicótica Gi-gong
  - Shenjing shuairuo (culturas chinas)
  - Hwa-Byung (Corea)
  - Taijin kyofusho (Japón)
  - Hikikomori (Japón)
  - Muerte Fan (Corea)
- Asia del Sur
  - Suudu (Tamil)
  - Sami (culturas tamil)
  - Dhat, síndrome del semen perdido.
- Polinesia:
  - Cafard, similar al amok
- África:
  - Nubula mental, fatiga mental